# Timothy Dolan

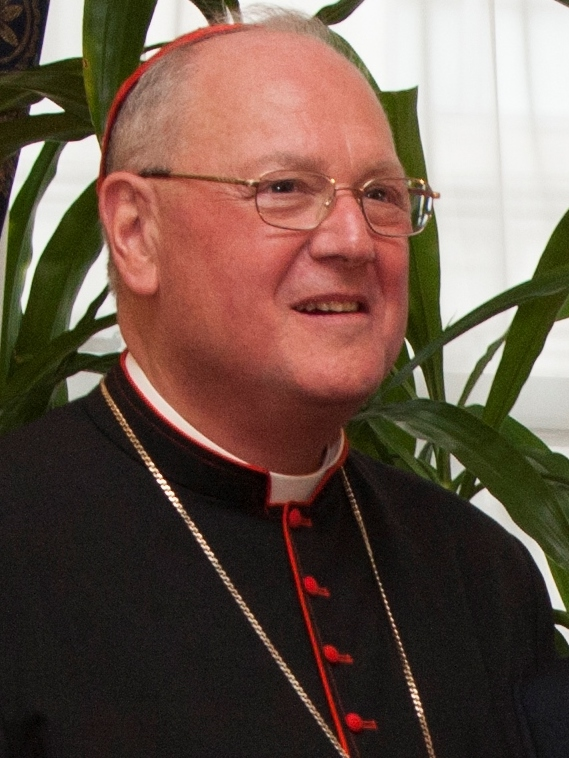
Timothy Kardinal Dolan (2015)

Kardinalswappen von Timothy Kardinal Dolan

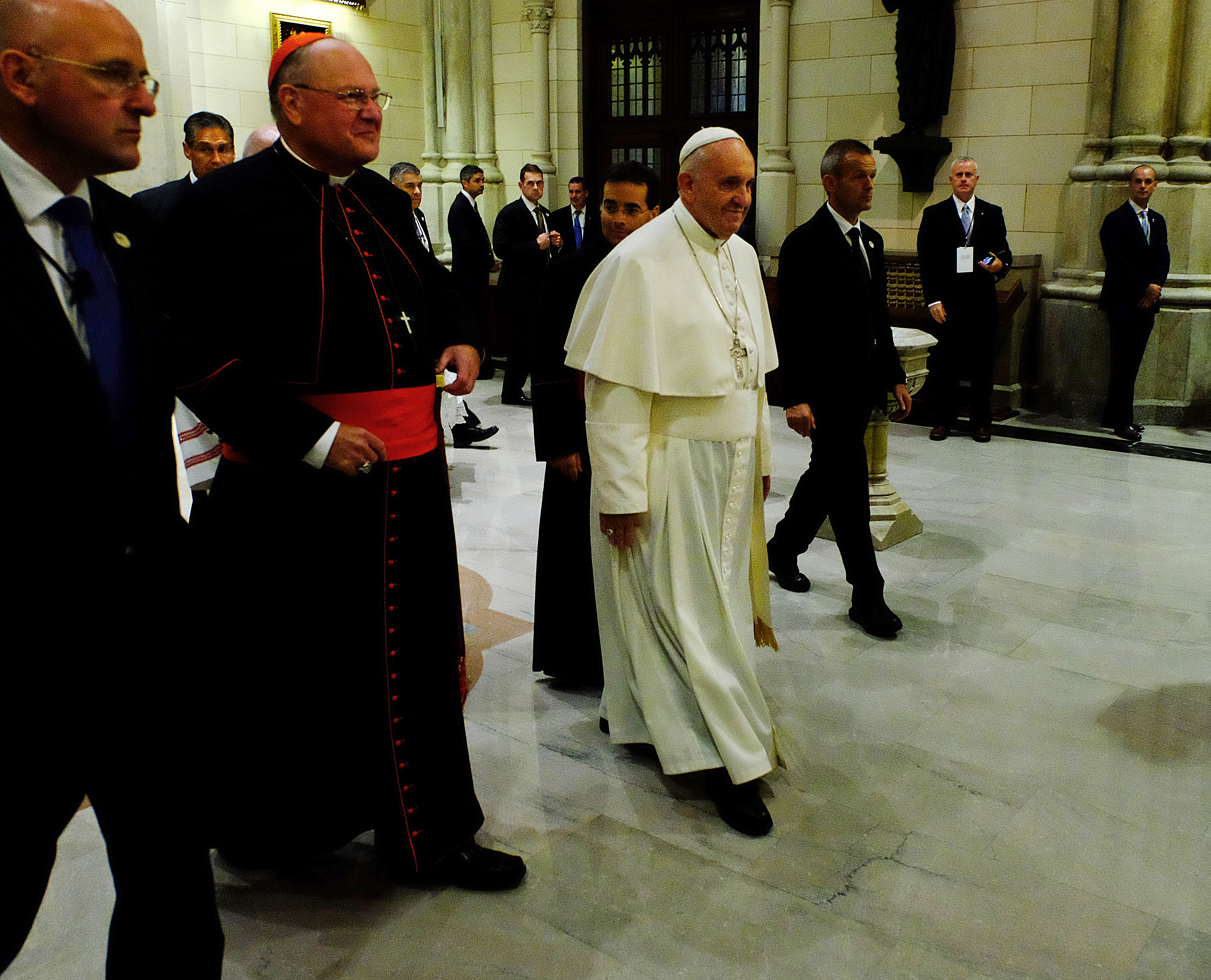
Kardinal Dolan mit Papst Franziskus in New York City (2015)

Timothy Michael Kardinal Dolan (* 6. Februar 1950 in St. Louis, Missouri) ist ein US-amerikanischer Geistlicher und römisch-katholischer Erzbischof von New York.

## Leben
Timothy Dolan wurde als ältestes von fünf Kindern einer Mittelschichtfamilie geboren und ist, wie die meisten Erzbischöfe von New York, irischer Abstammung. Von 1964 bis 1968 besuchte er das St. Louis Preparatory Seminary South in Shrewsbury, bevor er anschließend in derselben Stadt am Priesterseminar Cardinal Glennon College Katholische Theologie und Philosophie studierte. Ab 1972 setzte er seine Studien in Rom fort, wo er Alumne des Päpstlichen Nordamerika-Kollegs wurde und an der Päpstlichen Universität Heiliger Thomas von Aquin das Lizenziat in Theologie erwarb.
Am 19. Juni 1976 empfing er durch Weihbischof Edward Thomas O’Meara die Priesterweihe und wirkte anschließend bis 1979 als Kaplan in der Immacolata Parish in Richmond Heights; in dieser Zeit war er auch Beichtvater eines Karmelitinnenkonvents.
Von 1979 bis 1983 wurde er zu einem Aufbaustudium im Fach Kirchengeschichte freigestellt, das er an der Katholischen Universität von Amerika mit der Promotion zum Dr. theol. abschloss. Anschließend kehrte er als Seelsorger nach Missouri zurück und war von 1983 bis 1985 Kaplan in der Curé of Ars Parish in Shrewsbury und von 1985 bis 1987 in der Little Flower Parish in Richmond Heights.
1987 wurde er Mitarbeiter in der Apostolischen Nuntiatur in Washington, D.C. und 1992 Subregens, Spiritual und Dozent für Kirchengeschichte am Kenrick-Glennon Seminary in Shrewsbury, an dem er bereits studiert hatte. Darüber hinaus war er Professor für Theologie an der Saint Louis University in St. Louis, Missouri. 1994 wurde er schließlich Regens am Päpstlichen Nordamerika-Kolleg in Rom, wo er bis 2001 wirkte. Zudem verlieh ihm Papst Johannes Paul II. am 5. September 1994 den Titel Ehrenprälat Seiner Heiligkeit.
Am 19. Juni 2001 ernannte ihn Papst Johannes Paul II. zum Titularbischof von Natchesium und zum Weihbischof in St. Louis. Die Bischofsweihe spendete ihm Justin Francis Rigali am 15. August desselben Jahres; Mitkonsekratoren waren die Weihbischöfe Joseph Fred Naumann und Michael John Sheridan. Bereits am 25. Juni 2002 ernannte ihn Johannes Paul II. zum Erzbischof von Milwaukee; zudem wirkte er vom 28. September 2007 bis zum 9. Juli 2008 als Apostolischer Administrator des Bistums Green Bay. Sein Wahlspruch ist Ad quem ibimus („Zu wem sollen wir gehen“) und entstammt dem Johannesevangelium (Joh 6,68 ).
Am 23. Februar 2009 berief ihn Papst Benedikt XVI. zum Erzbischof von New York; die Amtseinführung (Inthronisation) in der St. Patrick’s Cathedral war am 15. April 2009.
2009 wurde er vom Kardinal-Großmeister des Ritterordens vom Heiligen Grab zu Jerusalem, John Patrick Foley, zum Großprior der Statthalterei USA Eastern des Ritterordens vom Heiligen Grab zu Jerusalem mit Sitz in New York ernannt.
Von 2010 bis 2013 war er Vorsitzender der Bischofskonferenz der Vereinigten Staaten.
Im feierlichen Konsistorium vom 18. Februar 2012 nahm ihn Benedikt XVI. als Kardinalpriester mit der Titelkirche Nostra Signora di Guadalupe a Monte Mario in das Kardinalskollegium auf. Kardinal Dolan nahm nach dem Rücktritt Benedikts XVI. am Konklave 2013 teil und galt vereinzelt als papabile, was er selbst allerdings abstritt. Nach dem Tod von Papst Franziskus nahm Kardinal Dolan am Konklave 2025 teil. Medienberichten zufolge hatte er im Verlauf der Wahl entscheidend dazu beigetragen, dass Robert Francis Prevost zu Papst Leo XIV. gewählt wurde, indem er bei den Kardinälen aus Nord- und Lateinamerika für dessen Wahl geworben hatte.

## Äußerungen
Dolan beteiligte sich im September 2009 an der seinerzeitigen Diskussion im Bundesstaat New York, die Ehe für Lesben und Schwule zu öffnen. Er äußerte:
„Wenn man das ganze Leben über schwul war und denkt, dass Gott einen so gemacht hat, ist das in Ordnung. Aber das heißt noch lange nicht, dass man diese Gefühle ausleben soll.“
„Nehmen wir beispielsweise an, Gott hat jemanden mit Jähzornigkeit ausgestattet. Ich glaube, er wird immer noch von Gott geliebt, aber kann seine Jähzornigkeit nicht ausleben. Oder wenn jemand eine Schwäche für Martini hat, sollte er besser vorsichtig sein.“
zog er Aufmerksamkeit und Kritik der Medien auf sich.
Zur Amtseinführung von Donald Trump als 45. Präsident der Vereinigten Staaten im Januar 2017 äußerte Kardinal Dolan „Vorbehalte“ gegen die neue Regierung. Trotzdem sprach er von der Zeit der Amtsübernahme als „klassische Zeit des Gebetes, der Erneuerung, Hoffnung und Einheit“. Kurz vor Trumps Amtseinführung als 47. Präsident der Vereinigten Staaten im Januar 2025 wurde Dolan zu den katholischen Geistlichen gezählt, die Trump nahestehen. Er hatte kurz vor Weihnachten 2024 betont, Trump nehme seinen christlichen Glauben „sehr ernst“. Zuvor hatte sich Kardinal Dolan jedoch kritisch über Trump geäußert und diesem vorgeworfen, „die Flammen der Gewalt zu schüren“.
Als der US-Senat im November 2022 für die Anerkennung gleichgeschlechtlicher Ehe stimmte, sagte Dolan, dies widerspreche „zeitlosen Wahrheiten.“ Außerdem sollten Menschen mit „traditioneller“ Auffassung zur Ehe besser geschützt werden.

## Mitgliedschaften
Timothy Dolan ist oder war Mitglied folgender Institutionen der römischen Kurie:
- Päpstlicher Rat zur Förderung der Neuevangelisierung (2011–2022)[15]
- Päpstlicher Rat für die sozialen Kommunikationsmittel (2011–2016)[16]
- Kongregation für die orientalischen Kirchen (seit 2012[17], bestätigt 2014[18])
- Kongregation für das Katholische Bildungswesen (2013)[19]
- Dikasterium für die Evangelisierung (seit 2014[20], seit 2023 Mitglied der Sektion für die grundlegenden Fragen der Evangelisierung in der Welt[21])

## Schriften
- Priests for the Third Millennium. Our Sunday Visitor 2000, ISBN 0-87973-319-5.
- Called to Be Holy. Our Sunday Visitor 2005.
- Advent Reflections: Come, Lord Jesus! Our Sunday Visitor 2007, ISBN 1-59276-394-4.
- To Whom Shall We Go? Lessons from the Apostle Peter. Our Sunday Visitor 2008, ISBN 1-59276-050-3.
- Doers of the Word. Putting Your Faith Into Practice. Our Sunday Visitor 2009, ISBN 1-59276-639-0.
- zusammen mit Michael P. Caruso SJ: When the Sisters Said Farewell. The Transition of Leadership in Catholic Elementary Schools. R&L Education 2012, ISBN 1-61048-653-6.
- True Freedom. On Protecting Human Dignity and Religious Liberty. Image 2012 (Kindle Edition).